# Cesse (affluent de l'Aude)
Pour les articles homonymes, voir Cesse (homonymie).
La Cesse est une rivière française, dans la région Occitanie, dans les départements de l'Aude et l'Hérault, affluent gauche du fleuve l'Aude.

## Géographie
La rivière naît dans la montagne Noire, à Ferrals-les-Montagnes dans le département de l'Hérault,.
Durant l'année 2016, le service d'administration nationale des données et référentiels sur l'eau (Sandre) l'annonce sur la commune de Cassagnoles. Les indications fournis par l'institut national de l'information géographique et forestière (IGN) permettent d'identifier une source à proximité du « ruisseau des Singles » et proche du hameau de « Tinteyne ».
Elle se situe au niveau du versant sud du col de Serrières, à 10 kilomètres au sud-ouest de Saint-Pons-de-Thomières. Elle coule d'abord en direction du sud, puis oblique brusquement vers l'est. Elle reçoit de ce fait en rive gauche de nombreux petits affluents issus de la Montagne Noire comme elle. Après avoir traversé la petite localité d'Agel, elle entame une boucle qui réoriente son cours vers le sud, puis le sud-est. Peu après avoir franchi la limite du département de l'Aude et croisé le canal du Midi, elle se jette dans l'Aude à Sallèles-d'Aude.
La longueur de son cours d'eau est de 53,6 km.

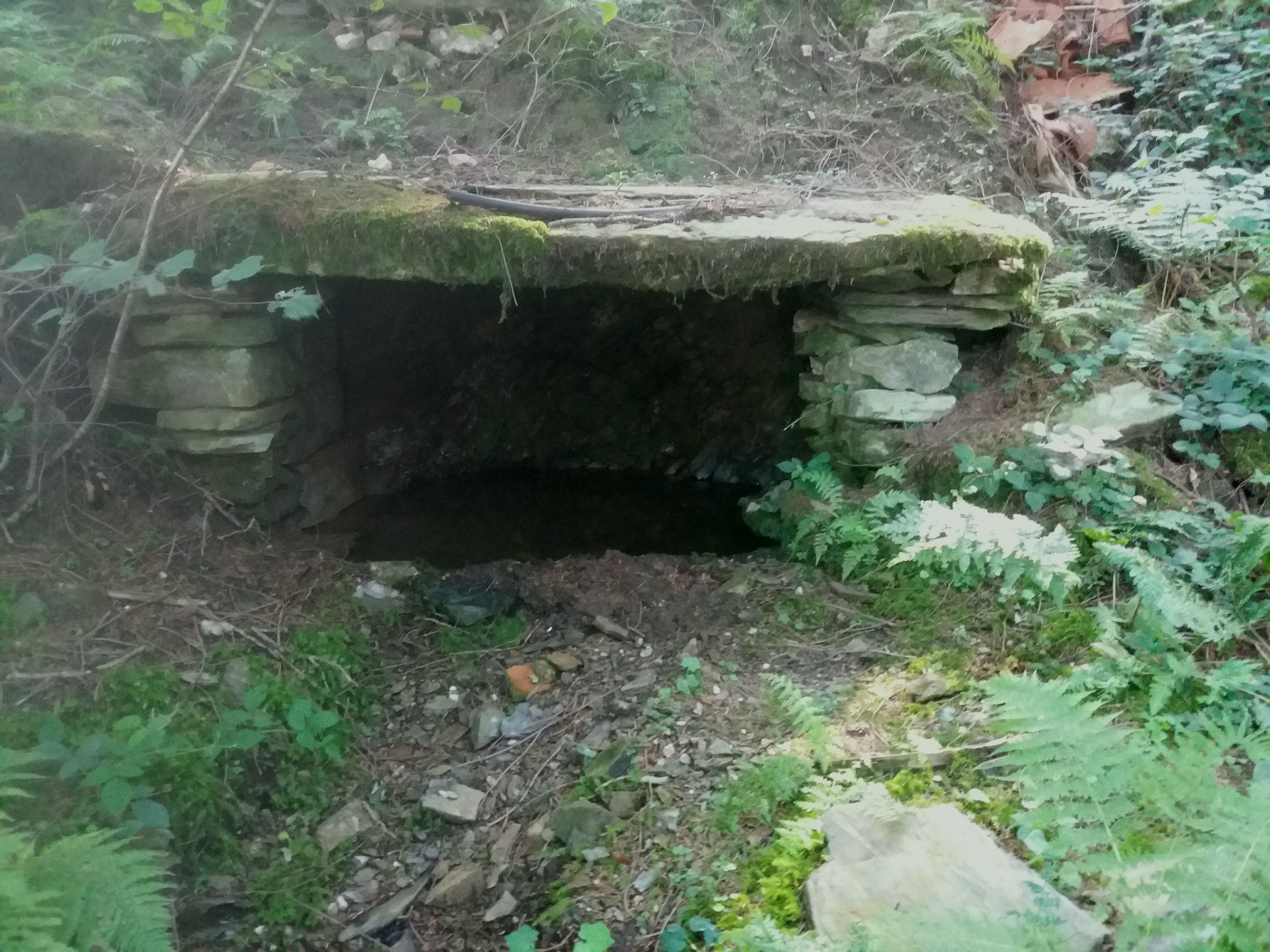
La source de la Cesse.

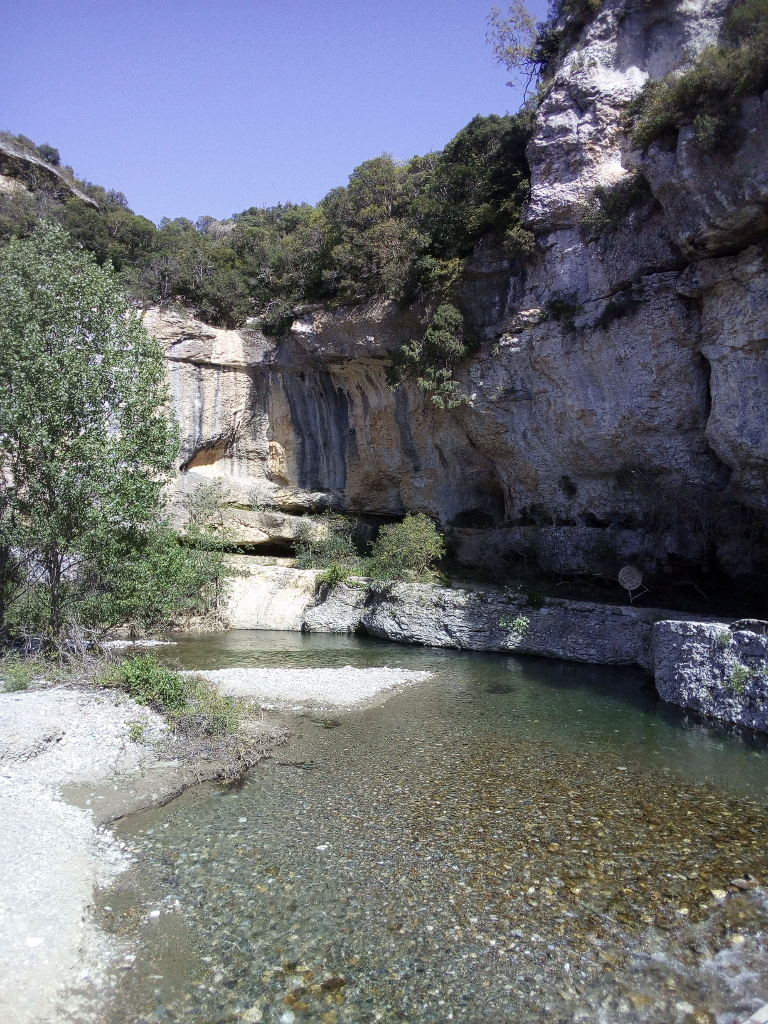
La Cesse au pied de Minerve, avril 2018.

### Départements et communes traversés
La Cesse traverse deux départements et seize communes dont :
- Hérault : Minerve, La Caunette, Agel ;
- Aude : Bize-Minervois, Mirepeisset, Sallèles-d'Aude.

## Affluents
La Cesse a trente-cinq (35) affluents contributeurs dont trente-trois ruisseaux et deux rivières, parmi ceux-ci :
- la Cessière : 17,9 km ;
- le Briant : 15,1 km ;
- le ruisseau de Tréménal : 7 km ;
- le ruisseau d'Aymes : 14,4 km ;
- le ruisseau de la Valette : 9,7 km.

## Hydrologie

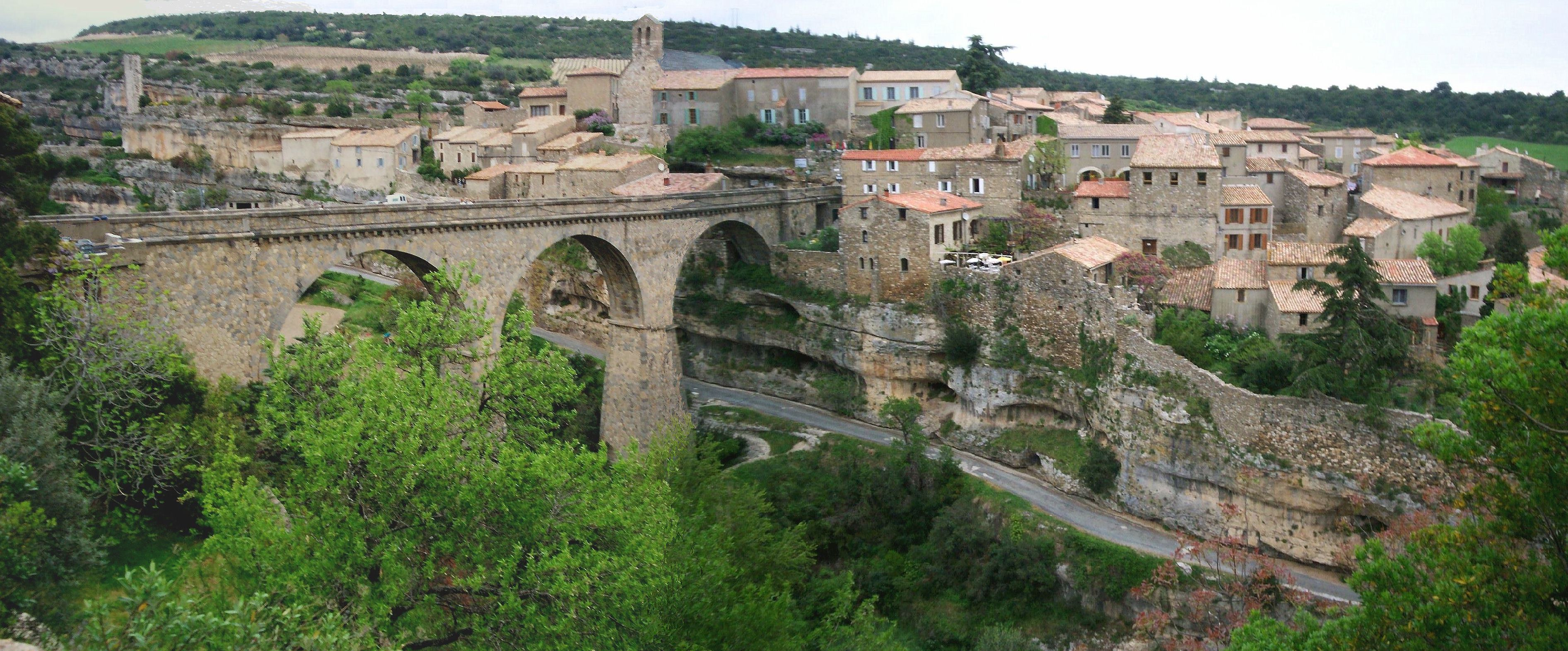
La Cesse à Minerve.

### La Cesse à Mirepeisset
Le débit de la Cesse a été observé durant une période de 29 ans (1980-2008), à Mirepeisset, localité du département de l'Aude située à moins de six kilomètres de son confluent avec l'Aude à Sallèles-d'Aude . Le bassin versant de la rivière y est de 257 km2, ce qui correspond à plus de 96 % de la totalité de ce bassin[réf. nécessaire].
Le module de la rivière à Mirepeisset est de 2,90 m3/s.
La Cesse présente des fluctuations saisonnières de débit assez importantes. Les hautes eaux se situent en hiver et au début du printemps, et portent le débit mensuel moyen à un niveau de 4,48 à 5,43 m3/s, de décembre à mars inclus (avec un sommet en janvier), et des basses eaux d'été, de juillet à septembre, avec une baisse du débit mensuel moyen jusqu'au niveau de 0,644 m3/s au mois d'août.

### Étiage ou basses eaux

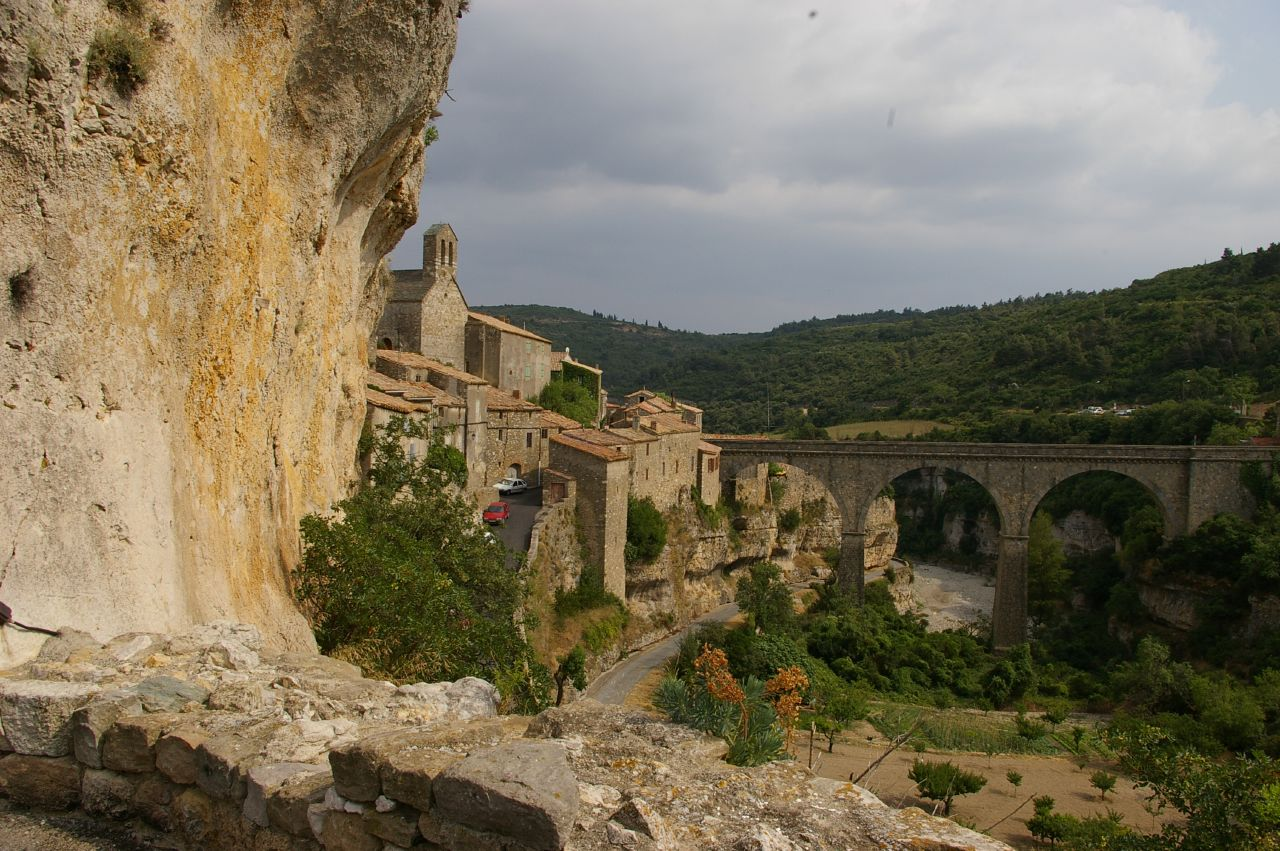
Pont sur la Cesse à Minerve, la photographie a été prise durant une période d'étiage.

Aux étiages, le VCN3 peut chuter jusque 0,22 m3/s, en cas de période quinquennale sèche, ce qui n'est pas encore trop sévère. 

### Crues
D'autre part, les crues de la Cesse peuvent être très importantes. Les QIX 2 et QIX 5 valent respectivement 100 et 190 m3/s. Le QIX 10 se monte à 250 m3/s, et le QIX 20 en vaut 300 m3/s. Quant au QIX 50, il est de 370 m3/s.
À titre de comparaison, le QIX 10 de l'Eure à Louviers vaut 96 m3/s, tandis que son QIX 50 est de 130 m3/s. Ainsi, le QIX 10 comme le QIX 50 de la Cesse, rivière dotée d'un petit bassin de 260 km2, sont de près du triple de ceux de l'Eure, alors que le bassin versant de ce dernier est près de vingt fois plus étendu.
Le débit instantané maximal enregistré a été de 498 m3/s le 5 décembre 1987, tandis que la valeur journalière maximale était de 271 m3/s le même jour. En comparant la première de ces valeurs à l'échelle des QIX exposée plus haut, il apparaît que cette crue était nettement supérieure à la crue cinquantennale du QIX 50, et donc très exceptionnelle.

### Lame d'eau et débit spécifique
La lame d'eau écoulée dans le bassin de la Cesse se monte à 361 millimètres annuellement, ce qui est supérieur à la moyenne d'ensemble de la France, mais aussi nettement supérieur à la moyenne du bassin de l'Aude (289 millimètres à Moussan). Le débit spécifique (ou Qsp) atteint 11,4 litres par seconde et par kilomètre carré de bassin.

## Tourisme et curiosités
- Minerve et le Minervois ;
- Le Canyon de la Cesse.